# 桂桃太郎
桂 桃太郎（かつら ももたろう、1880年 - 1928年8月）は、上方噺家。本名: 松下 多三郎。ほか桃太郎の名は名跡で昔々亭桃太郎が存在する。

## 来歴
大阪北堀江（現・西区）の生まれ、前身は道頓堀の芝居裏のかき餅屋。井菱の主人が座長であった素人連の自由派に加わり、はじめ七五三丸と名乗っていたという。22歳の時に下阪中の桂派等で活躍中だった2代目三遊亭圓馬の門下に入りしん馬（新馬）と名乗って玄人の仲間入りした、1907年頃に初代桂枝太郎の門下になり桃太郎となった。師匠の枝太郎の活動拠点だった京都にて活動が主で師匠の芸、ネタをよく受け継ぎ得意ネタは『大丸屋騒動』『島原八景』『菊江仏壇』等がある。
晩年は吉本の勢力拡大で京都落語の衰退に伴い噺家が離合集散の騒動に巻き込まれ本人は廃業余儀なくされうどん屋を営んだ。
SPレコードは大正時代に『紙屑屋』『住吉駕籠』『佐々木裁き』を吹き込んでおり『ご存じ 古今東西噺家紳士録』『古今東西噺家紳士録』にも収録されている。